# Anctoville
Anctoville is een plaats en voormalige gemeente in het Franse departement Calvados in de regio Normandië en telt 905 inwoners (1999). De plaats maakt deel uit van het arrondissement Bayeux.

## Geschiedenis
Op 1 januari 1973 werden de gemeenten Feuguerolles-sur-Seulles, Orbois en Sermentot opgeheven en communes associées van Anctoville. Op 22 maart 2015 werd het kanton Caumont-l'Éventé, waartoe Anctoville behoorde, opgeheven en werden de gemeenten ophenomen in het kanton Aunay-sur-Odon. Op 1 januari 2017 werden de gemeenten Anctoville, Longraye, Saint-Germain-d'Ectot en Torteval-Quesnay samengevoegd tot de commune nouvelle Aurseulles. De genoemde gemeenten en de gemeenten die in 1973 waren opgeheven werden communes déléguées van deze nieuwe gemeente, waarvan Anctoville de hoofdplaats werd.

## Geografie
De oppervlakte van Anctoville bedraagt 17,3 km², de bevolkingsdichtheid is 52,3 inwoners per km².
De onderstaande kaart toont de ligging van Anctoville met de belangrijkste infrastructuur en aangrenzende gemeenten.

## Demografie
Onderstaande figuur toont het verloop van het inwonertal (bron: INSEE-tellingen).

Vanwege een beveiligingsprobleem met de MediaWiki Graph-software is het momenteel niet mogelijk deze grafiek weer te geven. Zodra de software is bijgewerkt zal de grafiek vanzelf weer zichtbaar worden.

## Videospel
Anctoville is betrokken in het videospel Call of Duty 2 gedurende de missie ''The Crossroads''. De speler wordt gevraagd woningen veilig te stellen van Duitse troepen. Hierna volgt een hevig gevecht om een schuur aan de rand van het dorpje. Na dit vuurgevecht, is de missie voorbij.
Anctoville · Feuguerolles-sur-Seulles · Longraye · Orbois · Quesnay-Guesnon · Saint-Germain-d'Ectot · Sermentot · Torteval